# Bogusławice (województwo śląskie)
Bogusławice – wieś w Polsce, położona w województwie śląskim, w powiecie częstochowskim, w gminie Kruszyna.
| SIMC    | Nazwa | Rodzaj     |
| ------- | ----- | ---------- |
| 0999593 | Doły  | przysiółek |

W latach 1975–1998 miejscowość administracyjnie należała do województwa częstochowskiego.